# Западна Прусия
Западна Прусия (на немски: Westpreußen) е историческа област и съставна провинция на Кралство Прусия. Обхващала е земите по долното течение на река Висла със столица – Данциг. Съществува в периода от 1773 до 1829 и от 1878 до 1919 година.

## История
Образувана е в периода 1772 – 1793 г. от територии, принадлежали на бившата Жеч Посполита, които са предадени на Кралство Прусия по силата на споразуменията за подялба на Полша. Крал Фридрих II се разпорежда новата провинция да получи името Западна Прусия в различие от бившата територия на Херцогство Прусия, което обединено с Ермланд (Вармией), започва да се нарича и придобива насетне известност под името Източна Прусия.
Историческото име Западна Прусия се отнася за историческите прибалтийски земи, населявани от западнобалтийското племе пруси.
След началото на Втората световна война с разгрома на Полша през есента на 1939 г., в края на годината с включването на Данциг в състава на Третия Райх, е образуван нов рейхсгау Данциг-Западна Прусия (виж и райхсгубернаторство Полша).
След края на Втората световна война през 1945 г., всички остатъци от пруската държавност са ликвидирани от Съюзниците с особено усърдие (формално през февруари 1947 г.), като цялата територия на бившата Западна Прусия и две трети от Източна Прусия са включени в състава на Полша (Поморско войводство), а останалата една трета от Източна Прусия с Кьонигсберг е придадена към СССР (днес Калининградска област).

## ((de))Източници и литература
- Max Bär: Die Ortsnamenänderungen in Westpreußen gegenüber dem Namenbestande der polnischen Zeit, Danzig 1912 (Digitalisat)
- Matthias Blazek: „Wie bist du wunderschön!“ Westpreußen – Das Land an der unteren Weichsel. ibidem: Stuttgart 2012 ISBN 978-3-8382-0357-7
- Hartmut Boockmann: Ostpreußen und Westpreußen (= Deutsche Geschichte im Osten Europas). Siedler, Berlin 1992, ISBN 3-88680-212-4
- Andreas Gehrke, R. Hecker, H. Preuß: Die Provinz Westpreußen in Wort und Bild. Ein Heimatbuch für Schule und Haus, 2 Teile in einem Band. Danzig 1911; Neudruck Melchior Wolfenbüttel 2006, ISBN 3-939102-53-9
- Johann Friedrich Goldbeck: Topographie des Königreichs Preußen, Zweiter Teil, Topographie von Westpreußen, Marienwerder 1789, Ndr. Hamburg 1991
- Erich Hoffmann: Theodor von Schön und die Gestaltung der Schule in Westpreußen, Marburg/Lahn 1965
- Erich Keyser: Danzigs Geschichte, Danzig 1928, Ndr. Hamburg bei Danziger Verlagsgesellschaft Paul Rosenberg, o. J.
- Friedrich Lorentz: Geschichte der Kaschuben, Berlin 1926
- Heinz Neumeyer: Westpreußen, Geschichte und Schicksal, München 1993, ISBN 3-8004-1273-X
- Manfred Raether: Polens deutsche Vergangenheit, Schöneck, 2004, ISBN 3-00-012451-9; (Neuausgabe [2009] als E-Buch)
- Gotthold Rhode: Geschichte Polens, 3. Aufl., Darmstadt 1980, ISBN 3-534-00763-8
- Bruno Schumacher: Geschichte Ost- und Westpreußens, Würzburg 1958
- Jürgen W. Schmidt (Hg.): Als die Heimat zur Fremde wurde … Flucht und Vertreibung der Deutschen aus Westpreußen. Berlin 2011, ISBN 978-3-89574-760-1
- Ernst Lippe-Weißenfeld: Westpreußen unter Friedrich dem Großen. Nach urkundlichen Quellen bearbeitet. Thorn 1966 (Volltext)
- Bernhard Stadié: Die Ansprüche der Polen auf Westpreußen. Lambeck, Thorn 1867 (zeitgenössische Rezension):